# Joan Carrillo
Joan Antoni Carrillo Milán, noto semplicemente come Joan Carrillo (Monistrol de Montserrat, 8 settembre 1968), è un allenatore di calcio ed ex calciatore spagnolo, di ruolo centrocampista.

## Palmarès

### Club

#### Competizioni nazionali
- Campionato ungherese: 1

Videoton: 2014-2015